# Johann Heinrich Ramberg
Johann Heinrich (también conocido como John Henry) Ramberg  (22 de julio de 1763 – 6 de julio de 1840) fue un dibujante, ilustrador, caricaturista, pintor y grabador alemán.
Ramberg nació en Hanóver. Su padre fomentó su talento artístico. En 1781 fue presentado al rey de Inglaterra, George III e hizo para él "muchos bocetos cómicos y caricaturas". Pudo haber sido estudiante de Joshua Reynolds y de Francesco Bartolozzi; de noviembre de 1781 a 1788 estudió con Benjamin West en la Academia Real bajo la protección especial de George III. En 1782 inició sus exhibiciones en la Academia Real y en 1784 obtuvo una medalla de plata por sus obras.
Descuidando sus estudios de pintura en favor de dibujos y bosquejos de caricaturas y escenas satíricas, él agúdamente observó y satirizó a numerosos tipos, tal como se observa, por ejemplo, en una de sus primeras acuarelas llamada St James's Park (c. 1788; Hanóver, Nieders?chs. Landesmus.).

## Obras
En 1787 Ramberg dibujó la propia exhibición, mostrando a Reynolds y al Príncipe de Gales, así como muchas otras piezas. En esta obra George, Príncipe de Gales, y Reynolds se encuentran en el centro del Gran Salón en la Casa Somerset. En este salón se presentaban las exhibiciones anuales de la Academia Real de 1780 a 1836. Aun es posible visitar el salón, el cual es ahora parte de la Galería Courtauld Gallery, en el Strand. De acuerdo con el Oxford Dictionary of National Biography, "estos trabajos son de interés para los historiadores pues registran las exhibiciones en el Gran Salón de la Academia Real a finales del siglo XVIII."

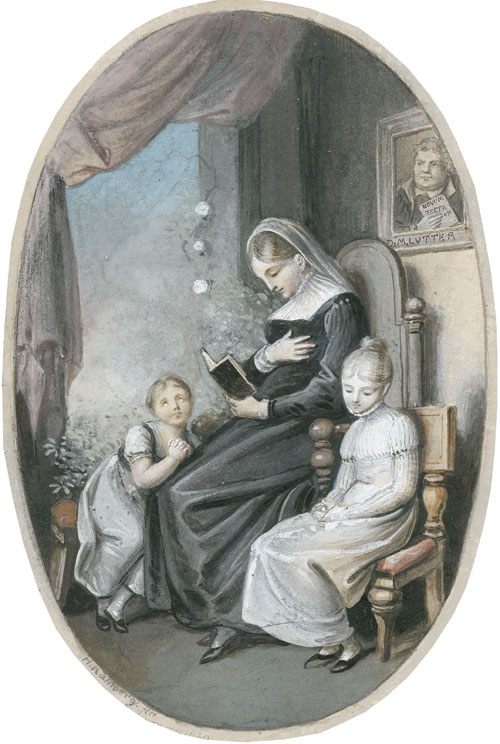
Ilustración de Ramberg para Jacob Glatz Aureliens Stunden der Andacht (1820)

En 1788 regresó a Hanóver a través del sur de Holanda y en 1789 recibió su primer encargo importante, el diseño de una cortina de teatro (destruida) para el Teatro Leineschloss de Hanóver. La reputación de Ramberg en Alemania quedó bien establecida después de que la cortina fue terminada en ese mismo año. Algunas modificaciones fueron hechas a la cortina cuando fue transferida en 1852 a la Casa de la Ópera de Hanóver, pero el diseño original se conserva en un grabado de Ramberg de 1828 y en bocetos (Londres, BM y Berlín, Kupferstichkab). Un estudio guache (1789, Hanóver, Nieders Landesmus) da una idea de cómo se veía la composición: el dios Helios (o Apolo) monta en un carro tirado por cuatro caballos y está acompañado por las musas de la tragedia y la comedia, todo ello en un ambiente de nubes y arquitectura antigua.

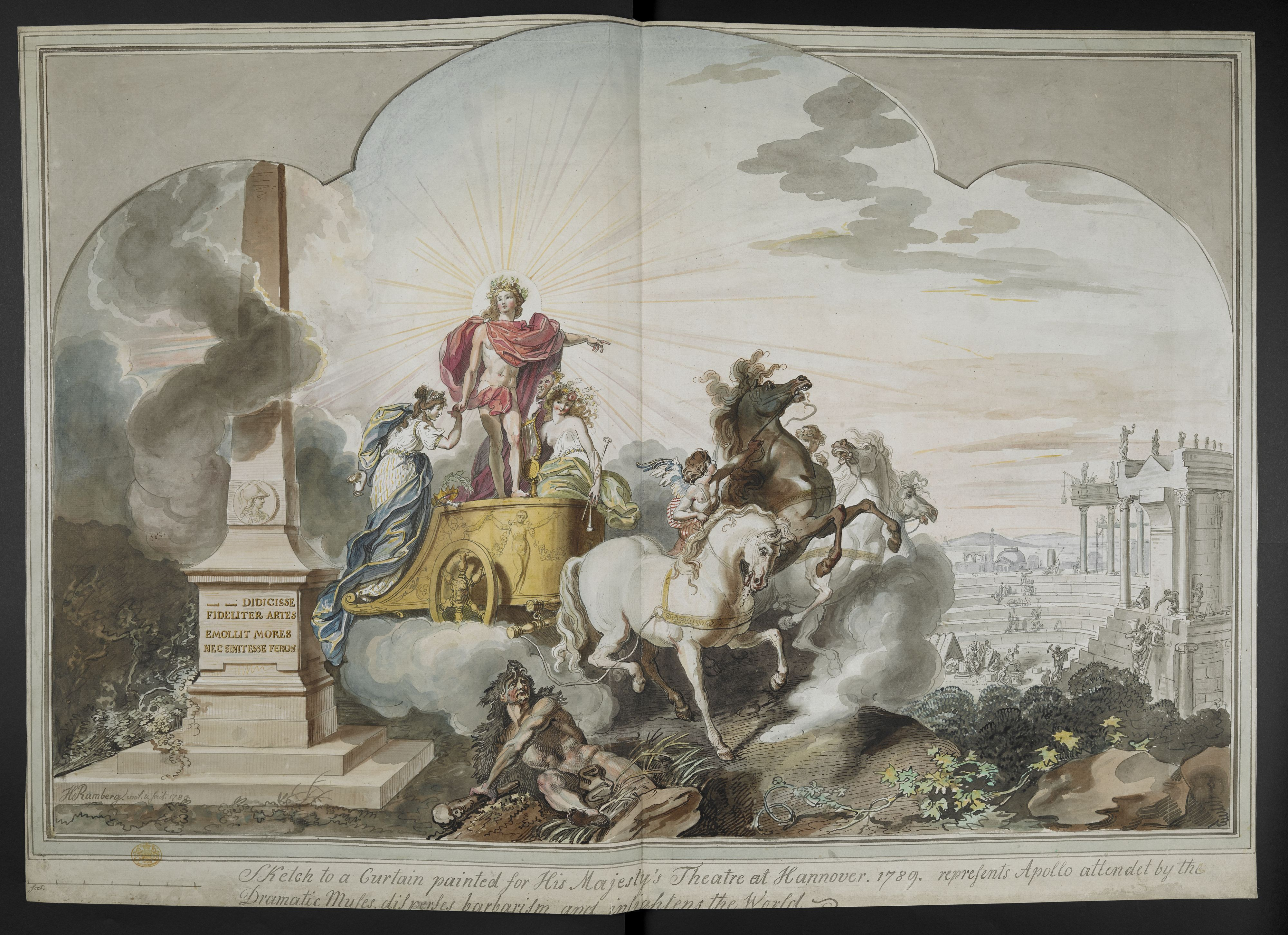
Cortina del Teatro de Hanóver

En 1792 fue nombrado pintor de la corte electoral. Conoció al autor alemán Goethe en 1790–91 y pintó Alexander Crossing the Granicus como decoración para la Casa Carlton. También fue ilustrador de libros, por ejemplo participó en el libro de John Boydell Galeria Shakespeare y en el de Thomas Macklin Galería de Poetas.
Pintó retratos de miembros de la familia real británica: las princesas Mary, Elizabeth y Sophia.
Ilustró almanaques y libros de bolsillo alemanes por más de 20 años, pero de acuerdo con el Diccionario Oxford de Biografías Nacionales "sus mejores ilustraciones son aquellas en las que el mismo bosquejo para los ciclos narrativos Reineke Fuchs y Tyll Eulenspiegel, ambos publicados en 1826". "Él se convirtió en uno de los ilustradores mejor conocidos en Alemania".
Ramberg murió en Hanover y fue enterrado en el Gartenkirchhof.